# Kunsthalle Tübingen

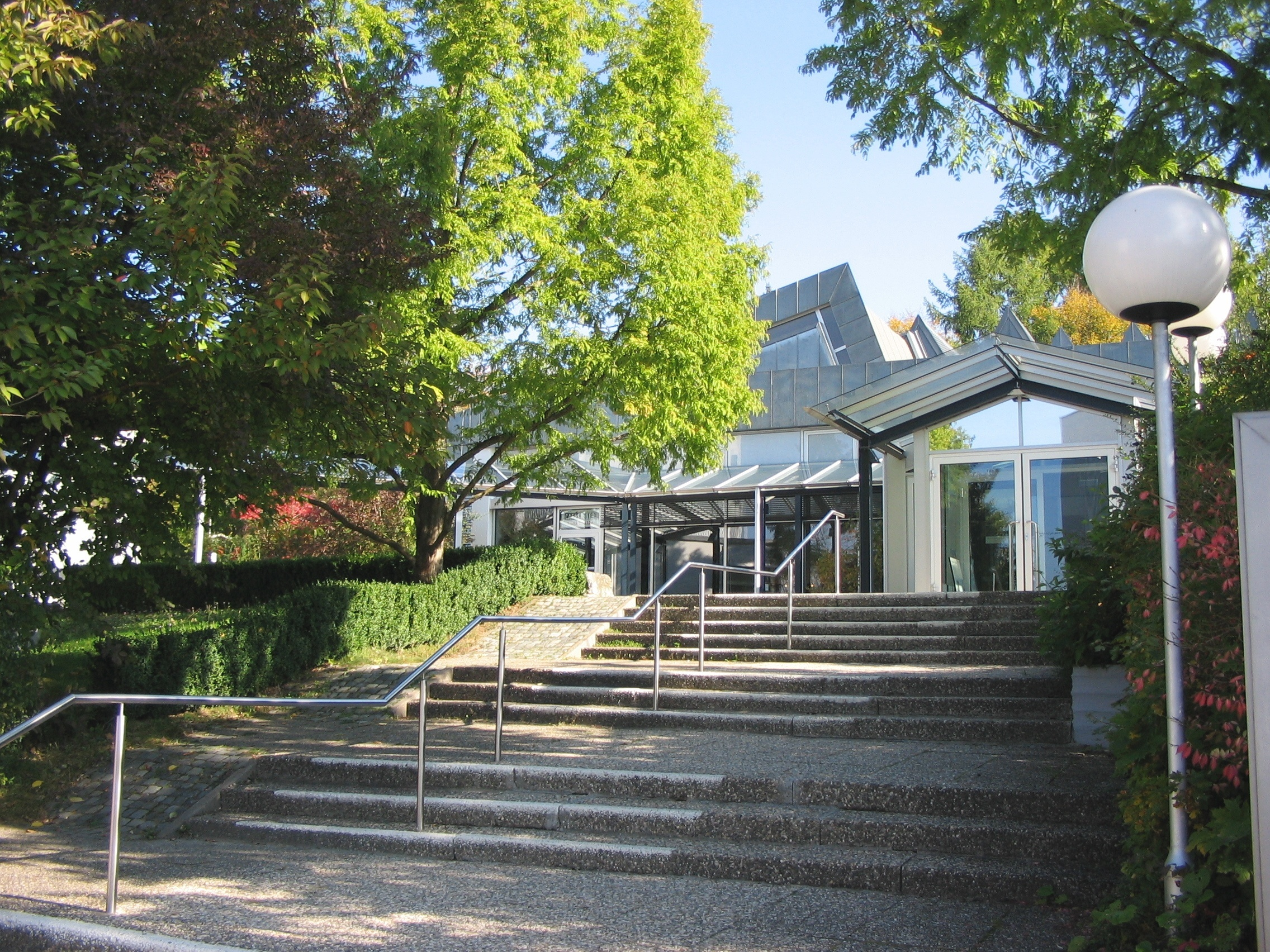
Kunsthalle Tübingen

De Kunsthalle Tübingen is een expositieruimte (kunsthal) aan de Philosophenweg in Tübingen, Duitse deelstaat Baden-Württemberg.

## Geschiedenis
De kunsthal werd in 1971 gesticht op initiatief van Paula Zundel en haar zus Margarete Fischer-Bosch (dochters van de Duitse industrieel en filantroop Robert Bosch). De kunsthal moest een tentoonstellingsruimte worden, enerzijds ter herinnering aan de schilder, Paula's echtgenoot, Friedrich Zundel (1875-1948) en anderzijds ter bevordering van de belangstelling voor moderne en hedendaagse kunst.

## Tentoonstellingen
Programmatisch worden exposities afwisselend getoond van de moderne klassieken en de hedendaagse kunstuitingen. Tentoonstellingen werden georganiseerd van onder anderen:

### Klassiek modernen
- Paul Cézanne in 1978, 1982 en 1993
- Edgar Degas in 1984 en 1995
- Pablo Picasso in 1986 en 2001

### Hedendaagse kunstenaars
- George Segal in 1972
- Richard Hamilton in 1974
- Claes Oldenburg in 1975.